# П'єтро Комуццо
П'є́тро Кому́ццо (італ. Pietro Comuzzo; нар. 20 лютого 2005, Сан-Данієле-дель-Фріулі) — італійський футболіст, захисник клубу «Фіорентіна».

## Клубна кар'єра
Почав займатися футболом у команді «Тречезімо» у віці 5 років, потім займався в структарах клубів «Удінезе» та «Порденоне», а 2018 року приєднався до академії «Фіорентіни». 31 березня 2023 року підписав з «Фіорентіною» свій перший професіональний контракт року.
8 жовтня 2023 року в матчі Серії A проти «Наполі» дебютував у професіональному футболі, вийшовши на заміну Жонатану Іконе. 26 жовтня в поєдинку групового етапу Ліги конференцій УЄФА проти сербського клубу «Чукарички» дебютував у єврокубках.
17 вересня 2024 року продовжив контракт з «Фіорентіною» до 2028 року. 15 травня 2025 року підписав новий контракт з клубом до літа 2029 року з опцією продовження ще на один сезон.

## Кар'єра в збірній
Виступав за збірні Італії до 17, до 18 і до 20 років.
8 листопада 2024 року вперше викликаний до збірної Італії головним тренером Лучано Спаллетті для участі в матчах Ліги націй УЄФА проти збірних Бельгії та Франції.

## Статистика виступів
Станом на 8 травня 2025
| Клуб              | Сезон             | Чемпіонат         | Чемпіонат | Чемпіонат | Кубок | Кубок | Єврокубки | Єврокубки | Інші  | Інші | Всього | Всього |
| Клуб              | Сезон             | Дивізіон          | Матчі     | Голи      | Матчі | Голи  | Матчі     | Голи      | Матчі | Голи | Матчі  | Голи   |
| ----------------- | ----------------- | ----------------- | --------- | --------- | ----- | ----- | --------- | --------- | ----- | ---- | ------ | ------ |
| Фіорентіна        | 2023–24           | Серія A           | 4         | 0         | 1     | 0     | 1         | 0         | 0     | 0    | 6      | 0      |
| Фіорентіна        | 2024–25           | Серія A           | 31        | 0         | 1     | 0     | 10        | 0         | 0     | 0    | 42     | 0      |
| Всього за кар'єру | Всього за кар'єру | Всього за кар'єру | 35        | 0         | 2     | 0     | 11        | 0         | 0     | 0    | 48     | 0      |

1. 1 2  Матчі в Лізі конференцій УЄФА